# Калитовські
Калито́вські — шляхетський галицький рід. Родовим гніздом якого було село Гутисько, яке розташовувалось неподалік Крехівського монатиря, тепер не існує. Відомий представник роду — Павло Григорович Калитовський був парохом в селі Бутини Великомостівського деканату. Один його син Омелян Калитовський (1855 — 1924) навчався на філософському факультеті Львівського університету разом із Іваном Франком, був автором першого в Україні шкільного підручника з географії. Інший син — Ієронім Калитовський (1866 — 1926) став відомим в Галичині письменником-сатириком і громадським діячем. Дочка Павла — Іванна була одружена з першим парохом парафії в Новій Кам'янці — Віктором Сиротинським. Дочка Ієроніма — Марта Калитовська (1916 — 1990), перекладач з французької.